# Delta du Mississippi
Pour les articles homonymes, voir Mississippi.
Pour la région du nord-ouest de l'État du Mississippi, voir Mississippi Delta.

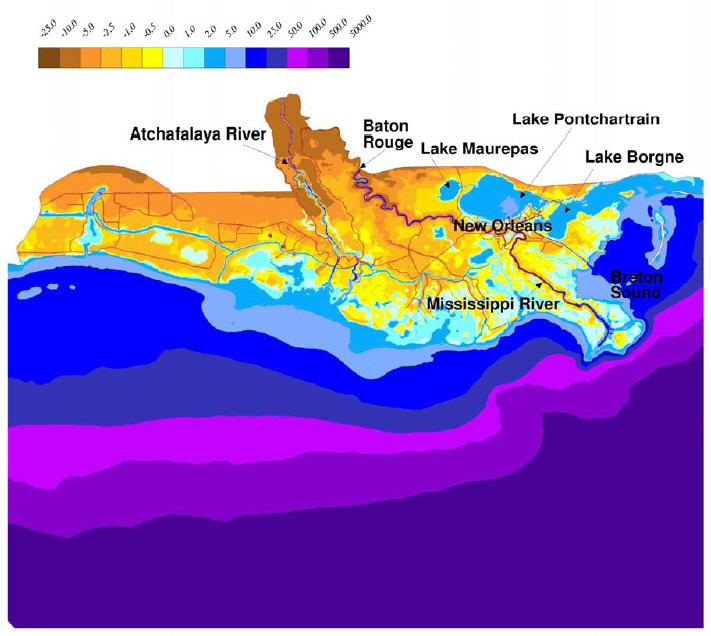
Le delta du Mississippi et le golfe du Mexique (bathymétrie). Une caractéristique du Mississippi est qu'il peut former des fosses profondes dans le delta (presque 50 m sous le niveau marin à la Nouvelle-Orléans).

Le delta du Mississippi forme l'embouchure du fleuve Mississippi dans l'État de Louisiane dans le Sud des États-Unis. Ce delta est formé par les alluvions déposées par le fleuve alors qu'il se jette dans les eaux du golfe du Mexique. Il continue d'avancer vers le sud et est « l’un des plus changeants au monde, parce que l’un des plus jeunes ». Le delta du Mississippi constitue un riche écosystème menacé par les activités humaines. Il s'agit du 2ème plus grand delta au monde après celui du Gange. Il couvre une superficie de 75 000 km2 (plus de 400 km de largeur d'est en ouest, et de 200 km de profondeur du nord au sud), sur laquelle vivent quelque 2,2 millions d’habitants, la plupart vivant dans l’agglomération de La Nouvelle-Orléans. Pourtant, comparé à d’autres deltas, la densité de la région est relativement faible.

## Formation et histoire du delta
L'embouchure du Mississippi s'est déplacée plusieurs fois. En 5 000 ans, le fleuve a changé neuf fois d'embouchure et l'actuel emplacement du cône de déjection ne date que du Xe siècle.

## Histoire humaine du delta
À la Préhistoire, les Amérindiens étaient présents des millénaires avant l'arrivée des colons européens en basse vallée du Mississippi et dans le delta. Des témoignages archéologiques datés de jusqu'à 12 000 ans le confirment, dont près des rives du lac Pontchartrain. Au moins à partir du Ier siècle avant notre ère, les amérindiens construisaient de petits monts d'environ 20 m de haut, dans l'équivalent de l'actuel État du Mississippi et notamment dans la plaine alluviale. Des restes de ces monts sont encore visibles à Vicksburg, et près de Natchez plus près de la mer. 
Le Français Robert Cavelier, Sieur de La Salle, atteint le delta du Mississippi en 1682 et y déclare (au nom de Louis XIV) la souveraineté française sur tout son bassin qu'il nomme Louisiane. Certains des premiers colons français ont décrit à la fin du XVIIe/début du XVIIIe siècle des usages cérémonieux des buttes évoquées ci-dessus par les Amérindiens Natchez, avant que ces colons ou d'autres ne déciment les Natchez par les armes, la maladie ou la déculturation. Les Français décident de construire une ville portuaire dans l'estuaire, ce qui s'avère difficile en raison de la mobilité du « réseau réticulé des bouches du Mississippi ». Bâton Rouge est reconnu en 1699 par d'Iberville mais d'abord jugé trop éloigné de la mer (un poste n'y sera établi qu'en 1718). Un premier poste est établi par le Canadien français Pierre Le Moyne d'Iberville (à Biloxi dans la bordure orientale du delta) puis abandonné. Les français s'établissent ensuite sur la rivière Mobile à Fort Louis (aujourd'hui disparu), puis en 1710 à Mobile sur l'estuaire cette rivière, ainsi que sur la rivière Rouge en 1714 à Natchitoches.  

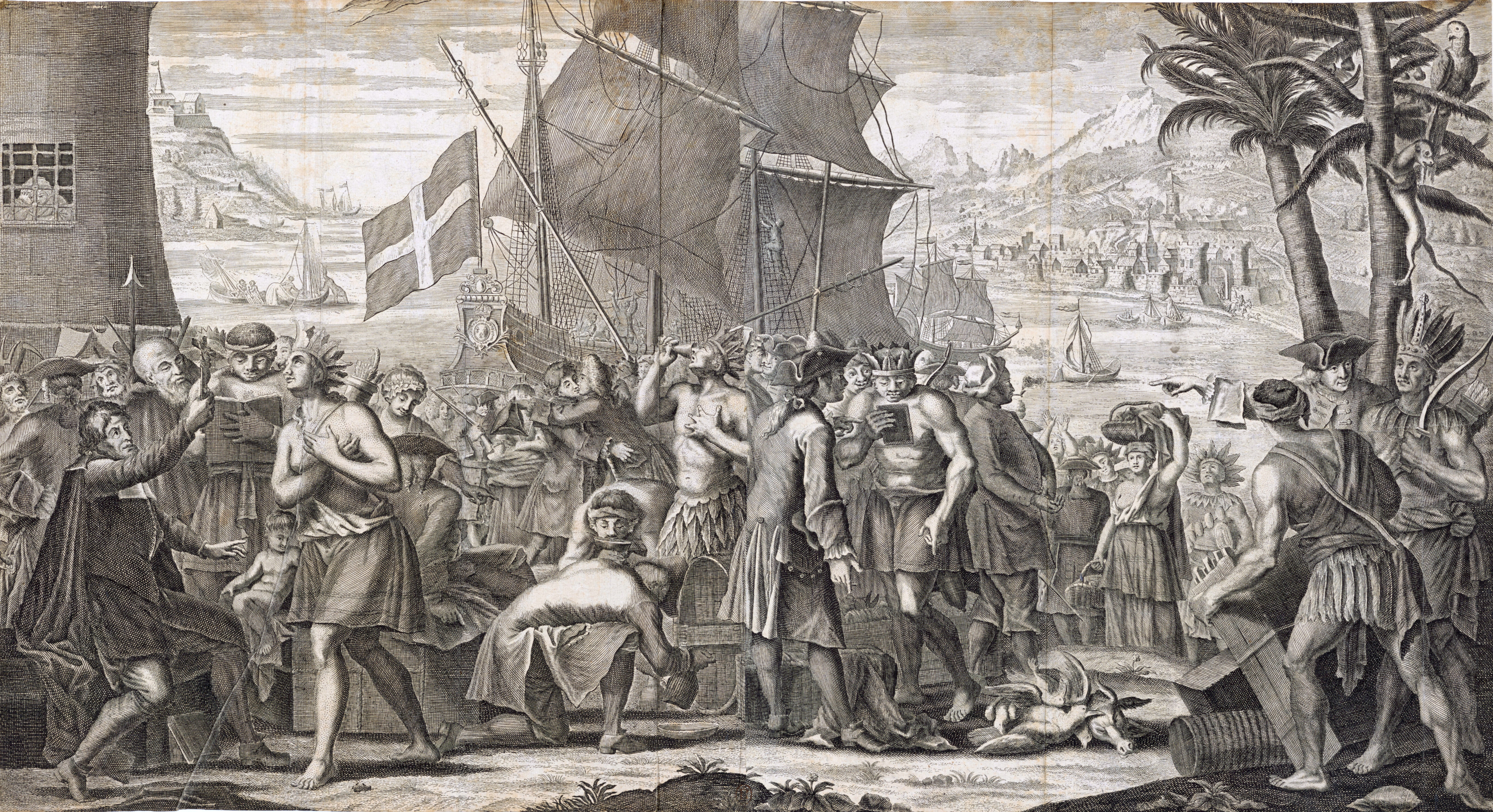
Commerce entre marchands français et amérindiens dans l'embouchure du Mississippi au début du XVIIIe siècle.

En 1718, sur la rive gauche d’un méandre réputé dangereux, mais connecté à la mer via des lacs et bayous, Jean-Baptiste Le Moyne de Bienville (frère du précédent) établit la ville portuaire de la Nouvelle-Orléans sur un léger relief indiqué par les Amérindiens Choctaws aux français. Cette ville supplantera Bâton rouge comme capitale de la Louisiane.
La France crée la Compagnie du Mississippi, confiée en 1717 au financier écossais John Law. C'est un échec. Après la guerre de Sept Ans (1756-1763), l’Espagne et l’Angleterre récupèrent la Louisiane.

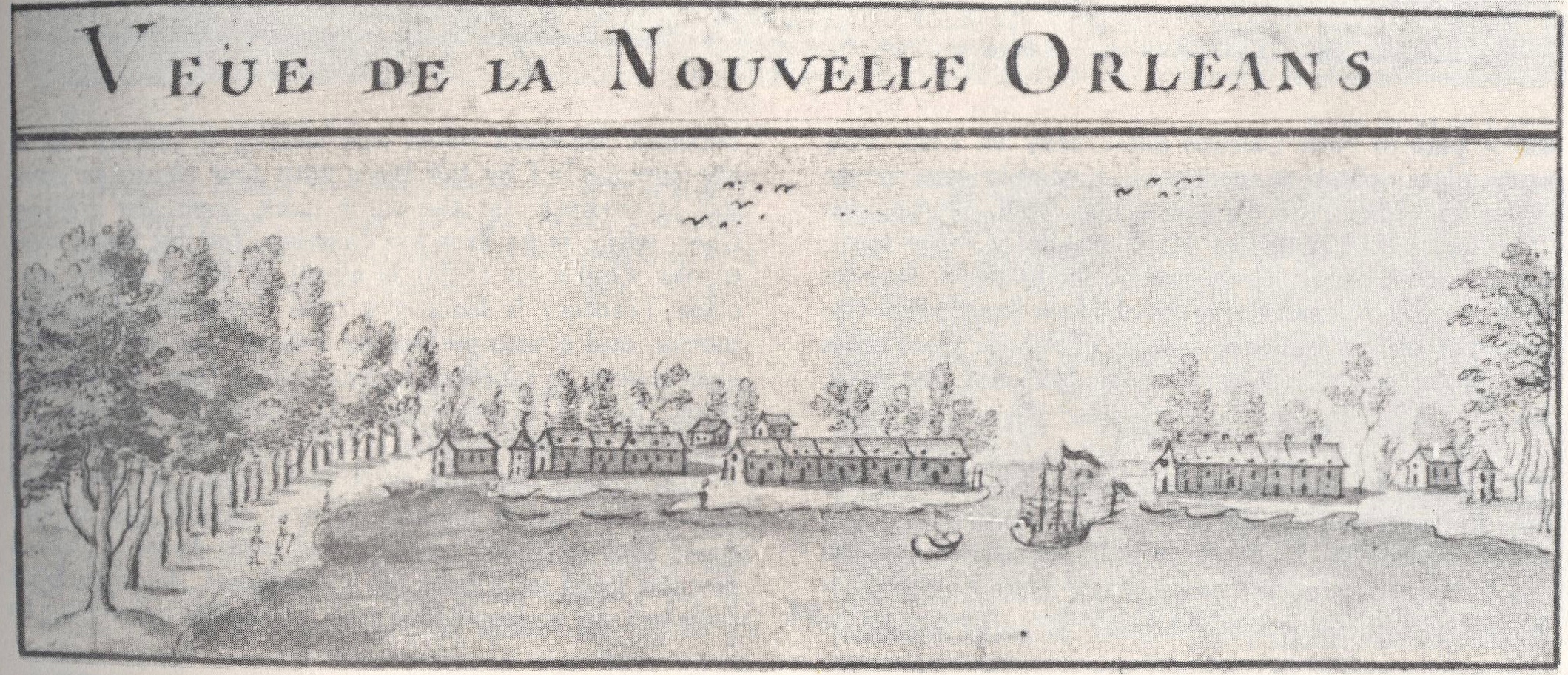
La Nouvelle-Orléans vers 1720.

Dans les années 1720 - en s'appuyant sur l'esclavagisme et avec l'aide des Acadiens à partir de 1760 - on endigue, on draine et met en valeur par la culture de vastes parcelles de marais, ce qui sera le début d'une vaste opération de domestication du delta, dont on verra 3 siècles plus tard qu'il s'agit d'un semi-échec.

Embouchure du Mississippi, autour de 1770.

La population de la Nouvelle-Orléans reste modeste en nombre, avec un peu plus de 8 000 habitants seulement en 1803 quand la ville devient officiellement américaine. En 1812, 800 km de digues cherchent à contrôler le fleuve.
À partir de 1830, la Louisiane sera un grand fournisseur de coton, puis de pétrole.
Durant la guerre civile qui a opposé l’Union des États du Nord aux sécessionnistes, la maîtrise du fleuve et donc de son estuaire et delta a été un enjeu stratégique. 
Andrew Humphrey, diplômé de West Point réalise une grande étude sur le fleuve, lancée par le Congrès en 1850, qui sera rendue en 1861. Humphrey qui est alors un ingénieur réputé montre, confirme ou précise certaines spécificités du Mississippi, dont sa turbidité très élevée, sa capacité à creuser de profondes fosses dans la partie amont du delta (jusqu'à 50 m de profondeur à La Nouvelle-Orléans, c'est-à-dire près de 50 m sous le niveau marin) puis à massivement déposer ses sédiments près de la mer. Il conclut comme la plupart de ses collègues qu'endiguer le fleuve est une erreur, mais il ne sera jamais entendu par les élus et habitants qui malgré les débordements successifs de digues de plus en plus hautes et longues ont toujours intuitivement l'impression que l'endiguement est la meilleure solution à leurs problèmes. Le parti de l'endiguement sera ensuite porté dans les années 1870 par un autre ingénieur James Eads
Quand un canal fut construit au début du XIXe siècle, le fleuve a cherché à rejoindre le lit et l'embouchure de la rivière Atchafalaya, à 95 km de La Nouvelle-Orléans. Le Corps des ingénieurs de l'armée américaine dépense depuis une énergie considérable pour construire des digues pour conserver le cours actuel et artificiel du fleuve, ce qui est généralement présenté par les autorités locales et la « Mississippi River Commission » comme une « amélioration » du fleuve.
L’endiguement a porté le débit maximum de crue du fleuve à 100 000 m3/s lors d'une inondation record en avril 1927, avec un record de débit qui a atteint à Greenville (au nord de Vicksburg ) 300 000 m3/s, dopant la puissance destructrice de l'eau. James Eads semble avoir été inspiré d'une (« thèse fort ancienne, mise en avant au XVIIe siècle par un ingénieur italien, Guglielmini, au sujet du Pô ». 
Selon cette thèse, connue aux États-Unis sous le nom de « levees only » (« seulement des digues ») « plus le fleuve est canalisé, plus il va couler vite et à la fois creuser son lit, l’agrandir et porter loin en mer ses dépôts, évitant ainsi de former des bancs de sable obstruant son accès ultime à la mer ». Cette thèse - au moins pour le Mississippi - avait été réfutée par Humphrey et plusieurs de ses collègues et dans ce cas, l'autocurage attendu n'a effectivement jamais eu lieu ; au contraire le fond du fleuve ne cesse de remonter et il faut toujours rehausser les digues, alors que le reste du delta s'enfonce et s'appauvrit faute d'apports alluvionnaires. Néanmoins, la stratégie de l'endiguement s'est poursuivie pour protéger les biens et personnes, autant que possible et à ce jour aussi longtemps que financièrement et techniquement possible.

## Enfoncement et évolution du delta actuel
|  | 4600 ans BP              |
|  | 4600-3500 ans BP         |
|  | 3500-2800 ans BP         |
|  | 2800-1000 ans BP         |
|  | 1000-300 ans BP          |
|  | 750-500 ans BP           |
|  | 550 ans BP - aujourd'hui |

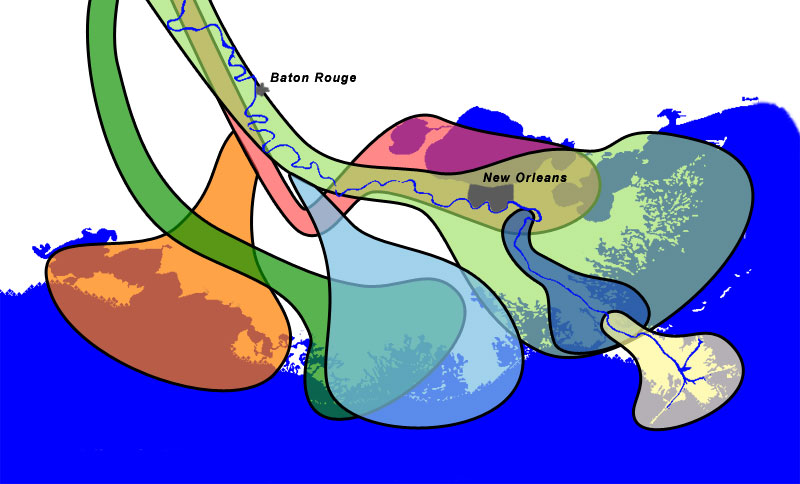
Les différents lobes du Mississippi depuis 4600 ans.

Le fleuve et ses bras apportent des alluvions de différentes granulométries et une grande quantité de sédiments fins (B. Clarence Hall décrivant le fleuve dans le sillage de Mark Twain le surnomme en 1937 le Grand boueux. 
Depuis quelques décennies, une partie des sédiments a été piégée en amont par les grands barrages établis par l'Homme sur les cours d'eau de son immense bassin-versant, qui couvre près de 3,3 millions de km², dont une petite partie, moins de 2 %, est au Canada. La turbidité du fleuve a néanmoins augmenté en raison de l'érosion agricole et de la perte d'humus des sols, permettant à la partie active du delta actuel du Mississippi d'encore progresser (d'environ 100 mètres par an), alimenté par environ 730 millions de tonnes d'alluvions déposées à raison de 60 centimètres par an sur le fond de son lit et sur le bord du plateau continental. Ces dépôts forment un immense cône de déjection qui gagne facilement sur les eaux du golfe du Mexique en raison de la faible profondeur des eaux littorales et de la faible amplitude des marées.

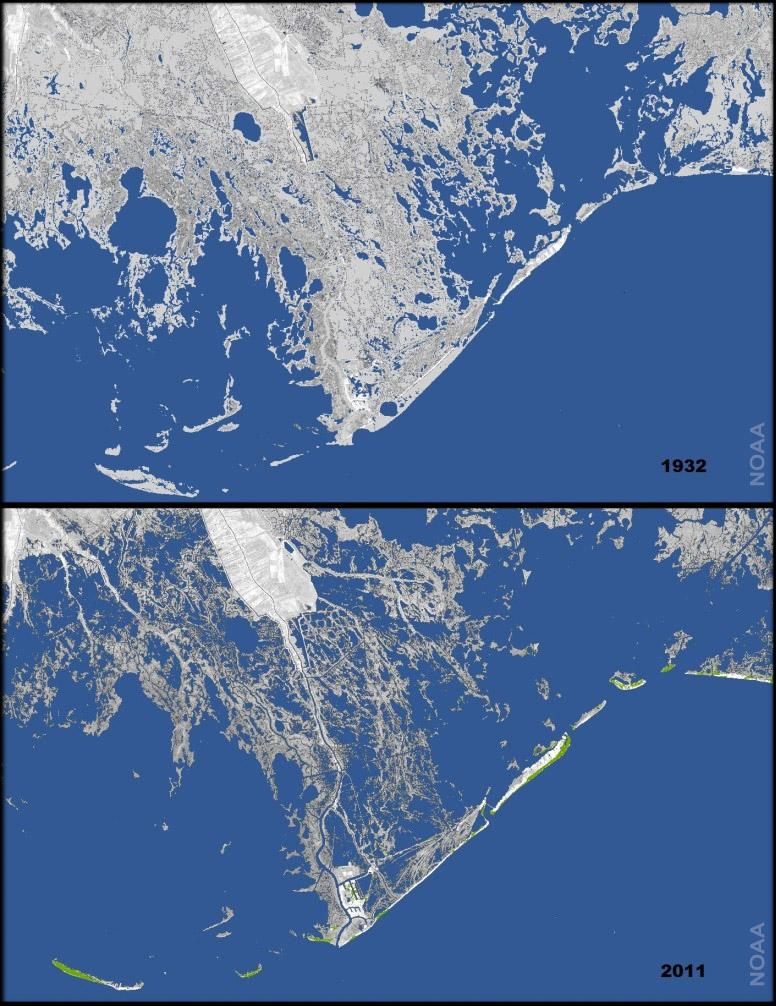
Deux cartes illustrant (en vue plus rapprochée que ci-dessus) la perte de sols marécageux en Louisiane en 80 ans (de 1932 à 2011) dans une partie du delta du Mississippi, en raison de l'augmentation du niveau relatif de la mer (par effet combiné de la montée de la mer et de l'affaissement des sols).

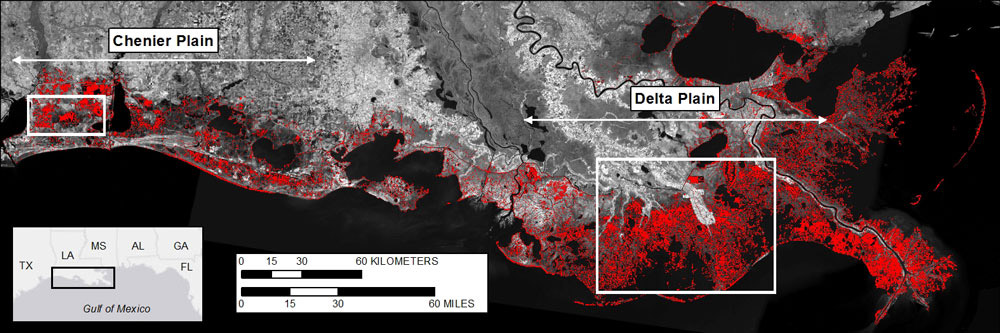
Vue en Rouge des terres perdues en Louisiane sur le littoral et dans l'arrière des terres (anciens marais), sur un fond constitué d'une image satellitaire.

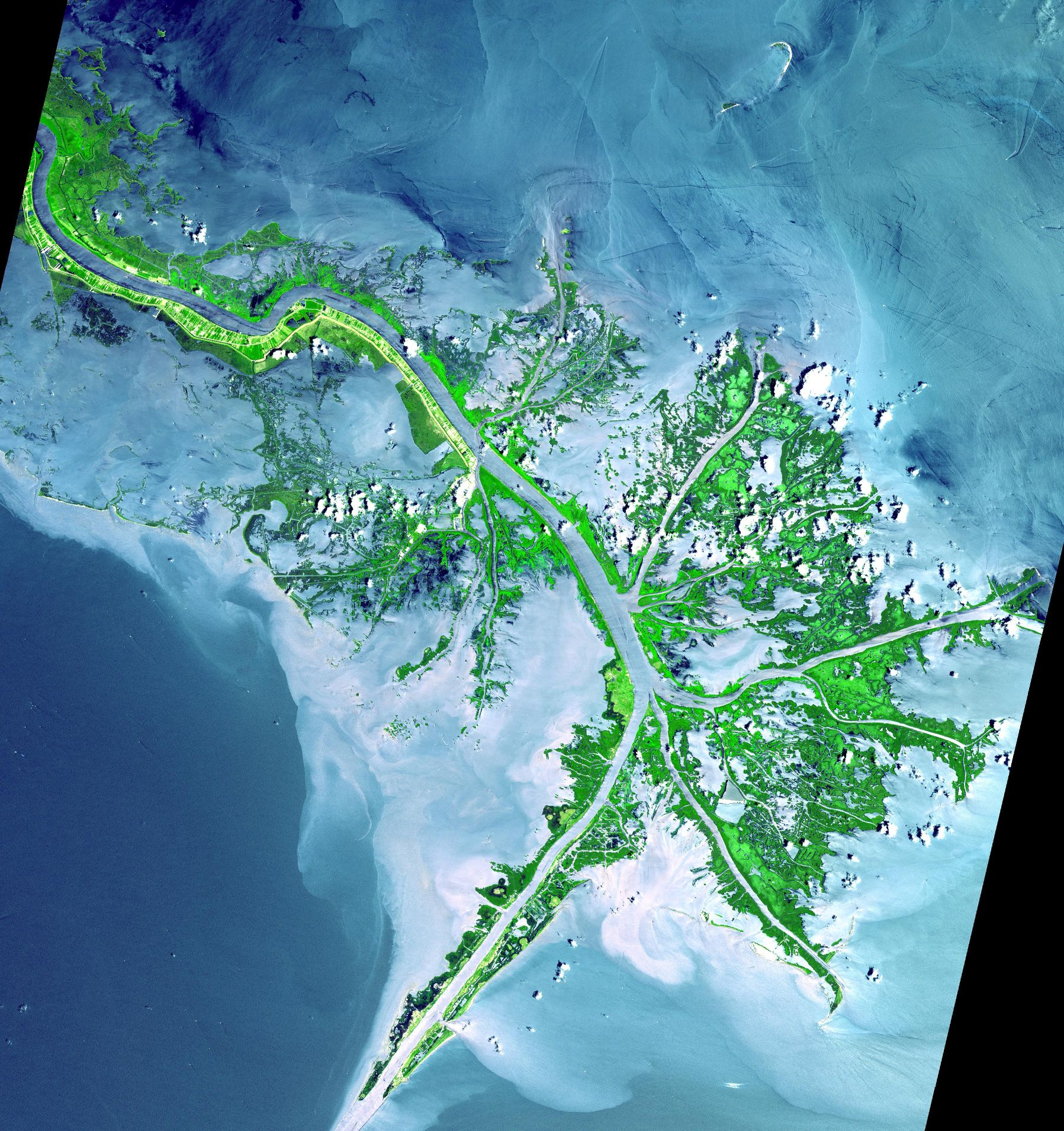
Une partie du delta du Mississippi (vu de l'espace, en fausses couleurs).

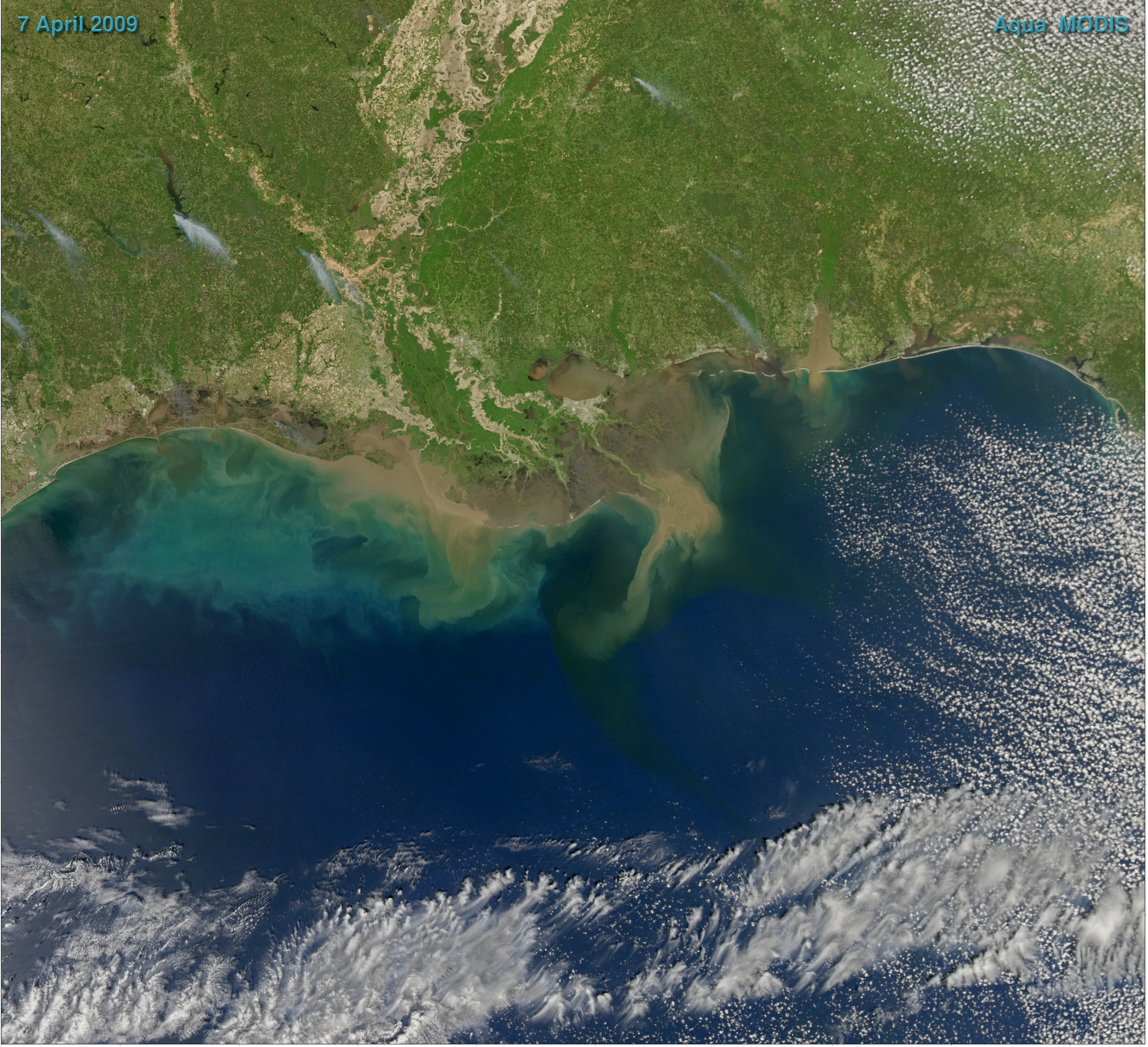
Plusieurs panaches de forte turbidité matérialisent dans l'eau les apports naturels ou anthropiques de sols ou sédiments apportés dans le golfe par le delta. On note aussi quelques panaches de feux de forêts.

Néanmoins une grande partie de l'immense delta tend à s'enfoncer sous l'eau depuis 80 ans, et de plus en plus rapidement au point que selon la NOAA, plus de 80 % du sud-est de la Louisiane pourrait disparaître avant la fin du siècle. Presque tout le Sud-Est de la Louisiane est concerné. Les cartes faites par la NOAA doivent être régulièrement rectifiées : En 2011, 31 baies et autres lieux-dits de la zone du Plaquemines Parish (nommés par les explorateurs français dans les années 1700) ont ainsi disparu des nouvelles cartes. De 2010 à 2013, l’équivalent d'environ un terrain de football a été perdu en moyenne chaque heure, et la situation devrait empirer. Selon les prévisions 2013-2014 de la NOAA, c'est la zone des États-Unis et du monde qui pourrait être la plus gravement, la plus coûteusement et la plus rapidement envahie par l'océan.
Les spécialistes expliquent ce phénomène par la conjonction de plusieurs raisons, presque toutes d'origines humaines :
- la chenalisation du fleuve et son endiguement ; alors que le substrat argileux naturel et les apports majoritairement argilovaseux ne favorisent pas le méandrage du fleuve, sa chenalisation a fortement limité les apports sédimentaires sur les côtés du cours d'eau, et ils favorisent l'expulsion des sédiments dans le golfe du Mexique ; L’endiguement anti-inondation semble avoir paradoxalement fait augmenter le niveau général de l'eau et des crues (de 1930 à 1990 alors que l’on creusait des canaux de drainage sans porte à la mer (ce qui a changé depuis Katrina), environ 16 % des zones autrefois marécageuses sont devenues des zones de pleine eau permanente[16], et dans les années 1970, jusqu'à 50 miles carrés de zones humides se sont enfoncées sous le niveau de l'eau chaque année). Ces travaux semblent avoir aggravé les risques futurs, alors que l'urbanisation a été poursuivie, malgré les risques[17] et que certains se demandent s'il ne vaudrait pas mieux parfois ne pas reconstruire[18].
- le dragage de marais ; les dragages réguliers de canaux longtemps construit sans écluses (ou « portes à la mer ») ou en lien avec le réseau Est-Ouest d'environ 2 000 km (le « Gulf Intracoastal Waterway »[19] articulé au Mississippi et aux États voisins[1](mais environ 10 000 miles de canaux sillonnent aujourd’hui la seule Louisiane[20]) ont favorisé l'entrée d'eau salée loin dans les terres, ce qui a dégradé les écosystèmes du marais qui fixent moins bien les sédiments et la disparition de la forêt a privé les fonds de l'apport de végétaux et de bois mort[14].
- les nombreux aménagements humains (centaines de petits canaux, chenaux, digues, conduites, routes, etc.). Ils ont perturbé le fonctionnement hydraulique du delta et ses capacités de résilience après les tempêtes et cyclones. Certains ont été faits pour faciliter l'exploitation pétrogazière et d'autres font partie d'un grand programme de contrôle du fleuve, lancé en 1928, à la suite de « la grande inondation de 1927 » (qui a causé 145 ruptures de digues et l'inondation d'une immense partie de l'ancienne zone alluviale du fleuve ; de l'Illinois à la Nouvelle-Orléans, avec 500 morts, 130 000 maisons détruites dans une zone de 27 000 miles carrés inondée jusque sous 30 pieds d'eau ; laissant 600 000 sans abri après son retrait. C'était alors la pire catastrophe naturelle jamais subie par l'État et le pays. Le Congrès a réagi dès 1928 en édictant une « Loi sur la lutte contre les inondations » ordonnant à l'« US Army Corps of Engineers » d’endiguer tout le fleuve de manière à empêcher à jamais une nouvelle inondation de cette ampleur. Les militaires ont en 2 ans renforcé le carcan de digues[21], et continué à le faire jusqu'en 2006, mais des années plus tard de nombreux effets pervers de ces travaux ont été constatés[12]. Le drainage massif des marais et l’endiguement du fleuve (par le US Army Corps of Engineers), qui font que le delta n’arrive plus à se rehausser en raison de la diminution du transit sédimentaire venus de l’aval et d'une moindre accumulation des sédiments d’origine végétale et animale dans les marais, car les marais sont remplacés peu à peu par la pleine-eau)[14].
- la fréquence et l'importance des cyclones tropicaux (en fin d'été et en automne). Les météorologues et prospectivistes craignent qu'ils soient plus nombreux ou plus puissants au XXIe siècle, et les écologues savent que les marais, les zones saumâtres et estuariennes fortement anthropisés sont moins résilients face à ces phénomènes naturels peut-être exacerbés par l'Homme[22],[23] en raison du dérèglement climatique et de la pollution de l'eau.
- une synergie entre les effets locaux de la montée de la mer[24] et ceux des affaissements du sol (taux et vitesse de subsidence parmi les plus élevés observés au monde[15].
- l'extraction du gaz et du pétrole. Ils ont exacerbé l'affaissement des sols. Le phénomène d’inondation et de subsidence côtière a été plus marqué ces dernières décennies à proximité au-dessus des champs gaziers ou pétrolifères exploités (et là où le plus grand linéaire de canaux de drainage et circulation a été concentré, ces phénomènes additionnant leurs effets)[14]. Un rapport du département de l'Intérieur des États-Unis a conclu que le drainage extractif du pétrole et du gaz des couches géologique sous-jacentes à la Louisiane est responsable de 16 à 59 % de la perte de terres côtières (avec jusqu’à 90 % dans certaines régions de la baie de Barataria en Louisiane)[14], confirmant la tendance à un recul accéléré enregistrée précédemment[25].
- le dérèglement climatique : Si la fréquence des tempêtes et cyclones du siècle dernier se maintient, les météorologues attendent 30 à 40 ouragans ou tempêtes tropicales d’ici 2100, dont certains au moins comparables à Katrina avec des dégâts sans doute croissants, car selon Tim Osborn[26],[27], même de petites tempêtes comme cela a été le cas avec « Isaas » les 28 et 29 aout 2012 pourront générer d’importantes inondations, et « nous savons maintenant que l'ensemble de la région (sud-est de la Louisiane) est en train de sombrer plus vite que n'importe quel paysage côtier de sa taille sur la planète », et il faut s'attendre à un record mondial d'élévation de la mer dans cette région[14].
- D’autres facteurs sont certes à prendre en considération, dont une série de failles sous le delta (dont le socle géologique est bien connu en raison d'intenses prospections pétrolières, mais ils n'expliqueraient qu'une petite partie du problème[14].

### Mesures et suivi de la subsidence
Dans les années 1980, les méthodes de mesure régionale du niveau relatif de la mer se sont affinées. Des années 1990 aux années 2000, le recul des terres, ou plus exactement le niveau relatif de la mer est jugé préoccupant, puis en 2013-2014, la NOAA conclut de l'évolution des données et des modèles climatiques disponibles qu'une grande partie de la Louisiane pourrait être submergée en 2100 (-4.3 pieds sous la surface), y compris des zones très habitées (dont la Nouvelle-Orléans) qui semblent s’enfoncer plus rapidement que la plupart des zones littorales, ce qui nécessitera le relogement et un nouveau travail pour plus d’un million de personnes. Le phénomène pourrait avoir été sous-estimé d’un facteur deux par les planificateurs des mesures de protection (plan sur 50 ans, qui doit être mis à jour tous les 5 ans) ; le marégraphe de Grand Isle (Louisiane), à environ 50 miles au sud de la Nouvelle-Orléans montre une que la mer s’est élevée en moyenne de 9,24 mm /an de 2004 à 2010, alors que celui de Key West où la subsidence est faible n’enregistre que 2,24 mm/an. Grand Isle a servi de point de référence pour les études prospectives, mais on s’est ensuite rendu compte que l’enfoncement du sol était pire à certains endroits dans l’intérieur des terres (ex ; 11,2 mm/an le long de la rive sud du lac Pontchartrain, en zone métropolitaine de la Nouvelle-Orléans. Et plus encore à l'intérieur de la ville).
Seule une partie de la frange côtière de la Louisiane, toujours alimentée en alluvions pourrait paradoxalement survivre, grâce à un reste de transit sédimentaire du Mississippi. Port Fourchon est depuis 2011 de plus en plus isolé dans un paysage de plus en plus marin, et exposé aux évènements météorologiques graves.

### Réponses techniques, juridiques et sociopolitiques
Face au constat de la disparition de 2 000 miles carrés de terres et à l'accélération du phénomène, des divergences existent sur les solutions à apporter : faut il stopper l'urbanisation voire la faire reculer, continuer à endiguer, sacrifier certaines zones pour en restaurer d'autres... ? qui doit payer, l'État fédéral, l'État de Louisiane, les habitants ? ou les industries pétrolières responsables de la dégradation des écosystèmes qui protègent de moins en moins des ondes de tempête ?...). 
Plusieurs études disent que l'industrie du pétrole et du gaz est responsable de 16 à 50 % du phénomène, et certains jugent maintenant impossible de protéger tout le sud-est de la Louisiane.

## Création d'une nouvelle gouvernance (après le passage de Katrina)
En Complément de la Louisiana Coastal Protection and Restoration Authority, une autre autorité nommée « The Southeast Louisiana Flood Protection Authority », elle-même subidivée en deux Conseils chargés respectivement de l'Ouest (rive droite du Mississippi) et de l'Est (rive gauche) du delta a été mis en place. Cette institution indépendante de l’État fédéral et local, a été créée par une Loi spéciale, votée par le gouvernement de Louisiane en 2006. Son conseil d'administration est présidé par neuf membres non-rémunérés, dont le mandat est de quatre ans, et un conseil d'expert ; Les membres du Conseil sont nommés par un comité de représentants des écoles d'ingénieurs de LSU, Tulane, UNO et des universités du Sud-Est (« Southern universities »), de représentants d'organisations professionnelles d'ingénieurs et d'un think tank indépendant, le « Public Affairs Research Council ». Tout candidat au Conseil doit avoir une expérience en ingénierie ou démontrer des compétences professionnelles pertinentes en matière de protection contre les inondations. Pour chaque siège ouvert, le comité envoie deux noms au gouverneur, qui en sélectionne un pour approbation par le Sénat de l'État. Un seul membre peut résider dans les districts relevant de la compétence du conseil. Cette autorité est un organe de gouvernance mis en place après le passage de l'ouragan Katrina (qui a causé de nouvelles disparitions de terres marécageuses), pour notamment répondre à la colère des populations victimes. Elle est chargée de la protection contre les inondations et notamment chargée d'entretenir le système de digues et murs de protection construit autour de la Nouvelle-Orléans, renforcé (pour 14,5 milliards de dollars) dans le cadre de l'après-Katrina

### Plainte contre l'industrie
En juillet 2013, la « Southeast Louisiana Flood Protection Authority » a déposé une plainte devant un tribunal civil de la Nouvelle-Orléans contre 97 compagnies pétrogazières et sociétés de pose et gestion de pipelines.
La plainte (votée à l'unanimité par le Conseil) cite et cible trois illégalités :
1. le fait que ces entreprises ont criblé le territoire de puits[20], mais n’ont pratiquement jamais réparé les dommages environnementaux de leurs activités, ni remis le terrain dans son état d'origine. Or ces obligations étaient contractuellement précisées dans la plupart des permis délivrés par l'État pour l’exploitation du gaz et du pétrole sous-jacents[14] ;
2. le fait que les aménagements réalisés directement ou indirectement par ou pour l'industrie pétrolière, qui ont transformé de vastes zones de marais en eaux libres, ont eu pour conséquence de fragiliser ou rendre moins efficaces les systèmes de digues anti-inondations. Les plaignants estiment que ceci viole la « loi sur les ports » qui interdit toute activité susceptible de nuire à 'efficacité d'une digue[14] ;
3. en augmentant fortement les surfaces en eau, ces aménagements ont réduit la rugosité du paysage et ainsi accru la puissance des ondes de tempête. Ceci aggravant les effets globaux des tempêtes tropicales locales et des ouragans (notamment dans les bassins du Lac Borgne et du Lac Pontchartrain (qui sont en fait deux grandes baies d'eaux marines), en augmentant les risques et le danger pour les biens et personnes exposées aux inondations ou submersions marines. 
Les plaignants estiment que ces aménagements ont violé un principe américain de droit civil dite « servitude de drainage »[35] qui interdit à une personne morale (estate (en)) d'augmenter la circulation de l'eau sur la propriété d'autrui (même si ces propriétés ne sont pas contiguës)[14].

John Barry, vice-président du conseil d'administration de l'autorité qui a déposé la plainte a déclaré que l'autorité ne considérait pas l'industrie du pétrole et du gaz comme unique responsable des dommages, mais qu'elle demande seulement à l'industrie d'atténuer les dommages qu'elle a causé. Cette action en justice a néanmoins immédiatement suscité un tollé « de la part des amis de l'industrie du pétrole et du gaz au sein du gouvernement de l'État, à commencer par le gouverneur ».

### Responsabilités de l'industrie pétro-gazière
L'industrie a reconnu une certaine responsabilité dans l'inondation par les canaux et les rejets d'eaux qu'elle a créés (eau produite), mais jusqu'à présent elle a réussi à faire en sorte de ne pas ou très peu payer de contreparties au droit d'exploiter (de plus en plus profondément) les hydrocarbures souterrains.
La Louisiane est l'un des États les plus pauvres du pays, et l'industrie pétro-gazière y est très présente depuis le début du XXe siècle. C'est un puissant lobby et elle y emploie directement environ 63 000 personnes (selon le ministère fédéral du Travail).

## Patrimoine naturel du delta
Le delta du Mississippi était et reste encore (bien qu'en rapide régression) la plus grande zone humide littorale des États-Unis. Le delta offre des paysages divers, allant des lagunes saumâtres, à la mangrove ou au marais d'eau douce.
La plaine deltaïque du Mississippi inclut les marécages côtiers et arrière-littoraux de la Louisiane ; ils couvrait encore dans les années 1980 28 568 kilomètres carrés. Elle se caractérise par un réseau complexe de bras et de levées naturelles qui rayonnent à partir du fleuve en aval de Bâton-Rouge.
En raison des pollutions pétrolières chroniques ou accidentelles dans le golfe du Mexique et le delta, beaucoup de ces milieux ont été dégradés. En raison de la subsidence, plus encore ont été physiquement perdus (submergés) depuis 80 ans et plus. 
De nombreux projets de stabilisation et de réhabilitation écologique des marais existent, sous l'égide de l' NOAA et d'ONG et fondés sur des bases écosystémiques et de cohérence écologique mais qui souvent ne trouvent pas les financements nécessaires. De nombreux habitants et communautés quittent les régions de marais, et certains changements pourraient déjà être irréversibles.

### Flore

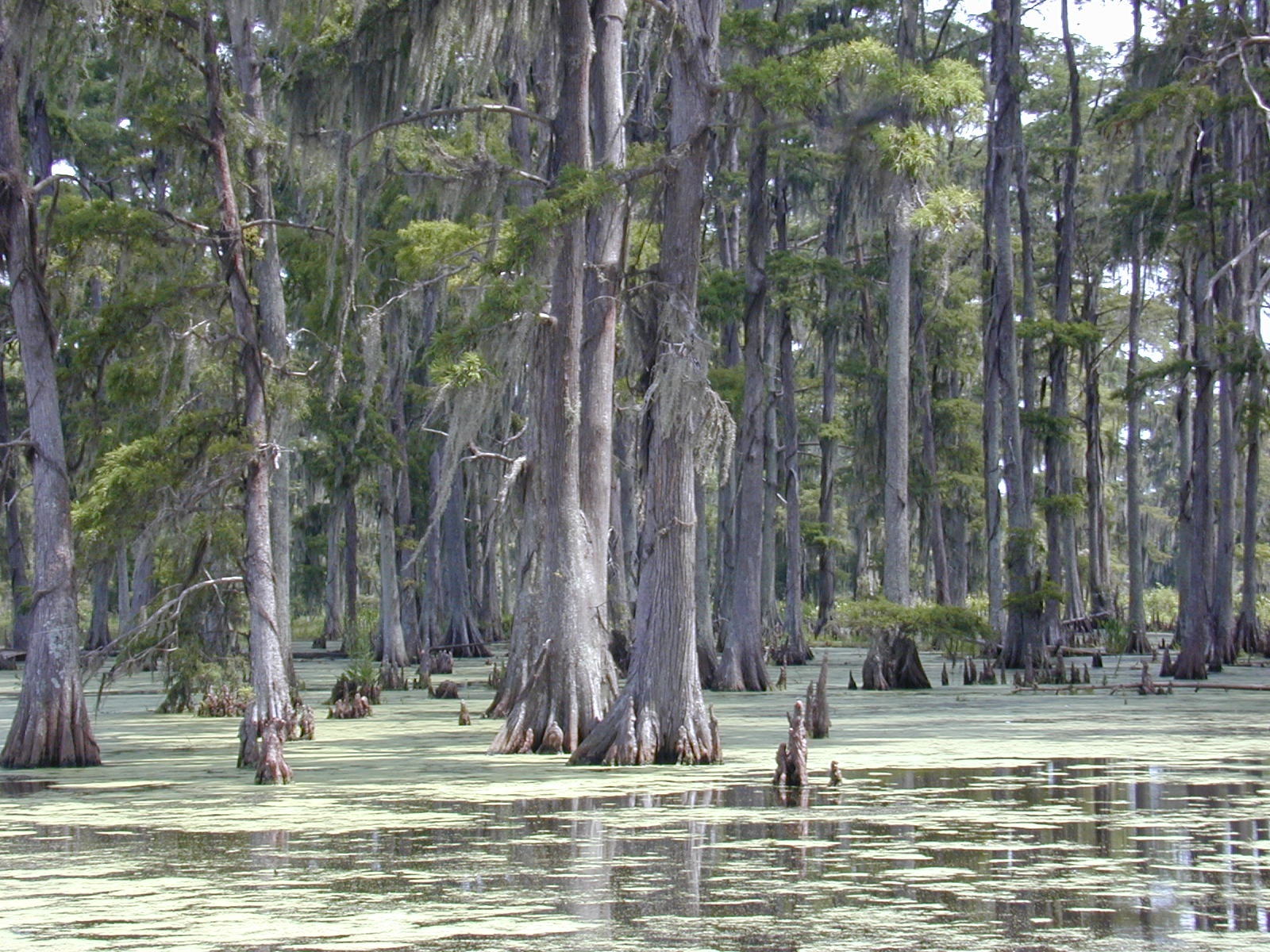
Cyprès chauves dans le sud de la Louisiane

Le boisement du delta est dominé par diverses espèces de chênes et le cyprès chauve, qui se trouve être l'arbre emblématique de l'État de Louisiane. L'humidité permet l'épanouissement d'une abondance de lichens. 
Dans les milieux aquatiques se développent, entre autres, les jacinthes d’eau.

### Faune
La faune du delta est diverse : parmi les animaux les plus connus, on peut citer l'alligator américain, plusieurs espèces de tortues et de serpents. 
Les mammifères sont aussi nombreux : castors, raton laveur, loutre de rivière, vison d'Amérique, rat musqué, petit polatouche, opossum de Virginie, tatou à neuf bandes, etc. On trouve également de nombreuses espèces de chauve-souris.
De nombreux oiseaux nichent dans le delta du Mississippi : hérons, aigrettes, pélicans bruns et blancs, ibis et hiboux. D'autres espèces viennent hiverner dans la région : il s'agit de l'oie sauvage, du canard d'Amérique, du canard pilet ou du balbuzard pêcheur. Le pygargue à tête blanche et le faucon pèlerin sont des espèces menacées.
Dans les eaux des marais ou des cours d'eau, on trouve des écrevisses, des poissons-chats, (Cycleptus elongatus, des représentants de la famille des Sciaenidae et des Catostomidae. Une espèce d'esturgeon (Scaphirhynchus albus) y vit aussi, mais menacée d'extinction.